# Sicyases brevirostris
Sicyases brevirostris är en fiskart som först beskrevs av Guichenot, 1848.  Sicyases brevirostris ingår i släktet Sicyases och familjen dubbelsugarfiskar. Inga underarter finns listade i Catalogue of Life.